# Kinga (święta)
Kinga (również Kunegunda; ur. 5 marca 1234 w Ostrzyhomiu, zm. 24 lipca 1292 w Starym Sączu) – węgierska królewna z dynastii Arpadów, księżna krakowska i sandomierska, a następnie zakonnica w Zakonie Świętej Klary (klarysek), dziewica, córka króla Węgier Beli IV i Marii Laskariny, żona polskiego władcy, Bolesława V Wstydliwego oraz święta Kościoła katolickiego.

## Życiorys

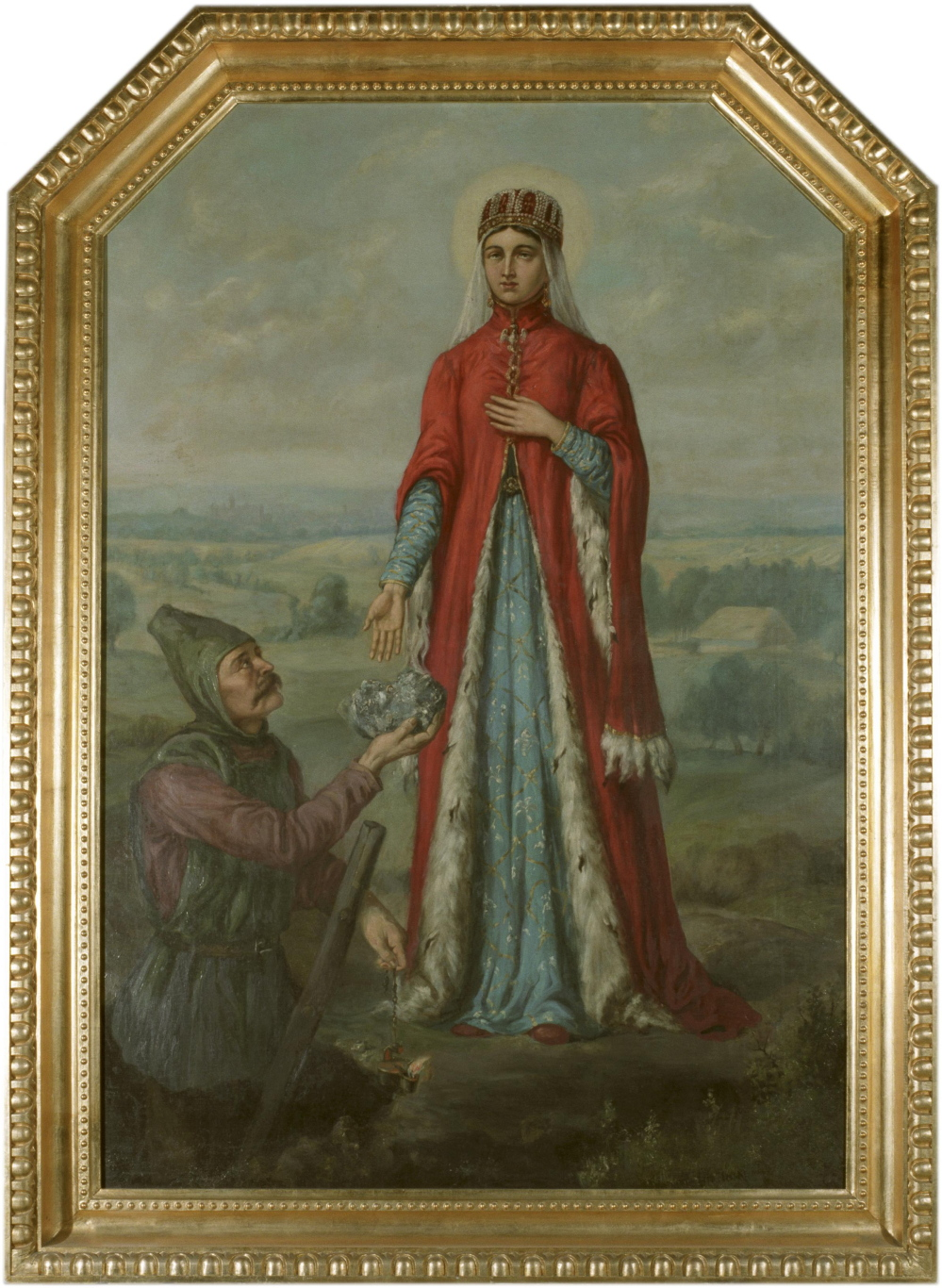
Tradycyjne przedstawienie świętej Kingi - pędzla Ferdynanda Olesińskiego

Święta Kinga pochodziła z rodziny wielodzietnej. Jej siostrami były m.in. św. Małgorzata Węgierska, Konstancja, księżna ruska, oraz bł. Jolenta. Ciotką Kingi była św. Elżbieta Węgierska, szwagierką bł. Salomea, a dalszymi krewnymi św. Jadwiga Śląska i św. Agnieszka z Pragi.
W 1239 przybyła jako pięcioletnie dziecko do Polski. W Wojniczu królewna została ze względów politycznych zaręczona z księciem sandomierskim Bolesławem Wstydliwym, synem Leszka Białego, a następnie, mając 12 lat, jemu poślubiona według kanonicznej formy sponsalia de futuro, choć jednocześnie, jak podkreślał średniowieczny Żywot świętej Kingi, już od dziecięcych lat Kinga pragnęła życia dziewiczego. Podobno przyniosła mu w posagu 40 tysięcy grzywien, a według podania również sól węgierską, którą zaczęto wówczas w Bochni i Wieliczce wydobywać na większą skalę. Chociaż sól znano w Polsce już wcześniej, to jednak pewne jest, że właśnie za czasów Kingi rozwinęło się jej wydobycie, prawdopodobnie za sprawą sprowadzonych przez nią górników węgierskich.
Początkowo przebywała na dworze książęcym w Sandomierzu, a następnie w Krakowie. W wyniku zagrożenia najazdem Tatarów, przebywała później na Węgrzech i na Morawach, w klasztorze cystersów w Welehradzie. Po wycofaniu się wojsk tatarskich i ustaniu wewnętrznych walk o tron oraz pokonaniu Konrada Mazowieckiego, książęca para powróciła w 1243 do Krakowa, mieszkając w Nowym Korczynie. Tutaj zaproponowała Bolesławowi, że pragnie zachować dozgonną czystość w małżeństwie, ślubując to przed biskupem krakowskim Janem Prandotą w kościele franciszkanów. Historycy, wiążąc zgodę Bolesława na ślub dziewictwa Kingi, nadali mu przydomek „Wstydliwy”. Następnie wstąpiła do III Zakonu św. Franciszka zostając tercjarką. Mając na uwadze dobro księstwa krakowskiego i sandomierskiego, czynnie pomagała swemu mężowi w ich odbudowie po niszczycielskim najeździe Tatarów, służąc swoim posagiem. Wsparła finansowo m.in. katedrę krakowską oraz liczne klasztory ojców: benedyktynów, cystersów i franciszkanów. Była fundatorką wielu kościołów, m.in. w Bochni i Nowym Korczynie. Sprowadziła liczne zgromadzenia zakonne, m.in. Kanoników Regularnych od Pokuty do Krakowa oraz siostry norbertanki do Krzyżanowic nad Nidą, fundując im przyklasztorne kościoły . Wzięła czynny udział w staraniach o kanonizację św. Stanisława. Z jej inicjatywy Bolesław Wstydliwy i biskup Prandota wysyłali dwukrotnie poselstwo w tej sprawie do Stolicy Apostolskiej.
W uznaniu jej wkładu w dobro księstwa i kościoła Bolesław za radą biskupa Prandoty wydał 2 marca 1257 w Nowym Korczynie przywilej własności Ziemi Sądeckiej dla swojej małżonki. Wykorzystując stan anarchii na Węgrzech księżniczka Kinga, dążąca do zacieśnienia związków Spisza z Polską, obsadziła ten teren swoimi wojskami, które stacjonowały tam aż do jej śmierci.
Przełomowym momentem w jej życiu była śmierć 7 grudnia 1279 w Krakowie jej męża księcia Bolesława, kiedy to podjęła jako wdowa decyzję wstąpienia do zakonu klarysek . Najpierw przywilejem z 6 lipca 1280 dokonała fundacji klasztoru klarysek w Starym Sączu, a następnie przywdziała habit zakonny stając się klaryską. Odtąd zamieszkiwała w tym klasztorze, choć musiała go opuścić pod koniec 1287, kiedy wraz z dwiema siostrami (Jolentą i Konstancją) oraz innymi siedemdziesięcioma zakonnicami uciekła na Zamek Pieniński bronić się przed najazdem tatarskim. 24 kwietnia 1289 złożyła profesję zakonną. We wrześniu 1291 zapadła na poważną, śmiertelną chorobę, w wyniku której 24 lipca 1292 zmarła. Została pochowana po paru dniach pod posadzką klasztornej kaplicy. Obecnie jej relikwie spoczywają po translacji w specjalnej trumience na ołtarzu, na którym umieszczono jej XV-wieczną pozłacaną figurę.

## Pierścień św. Kingi

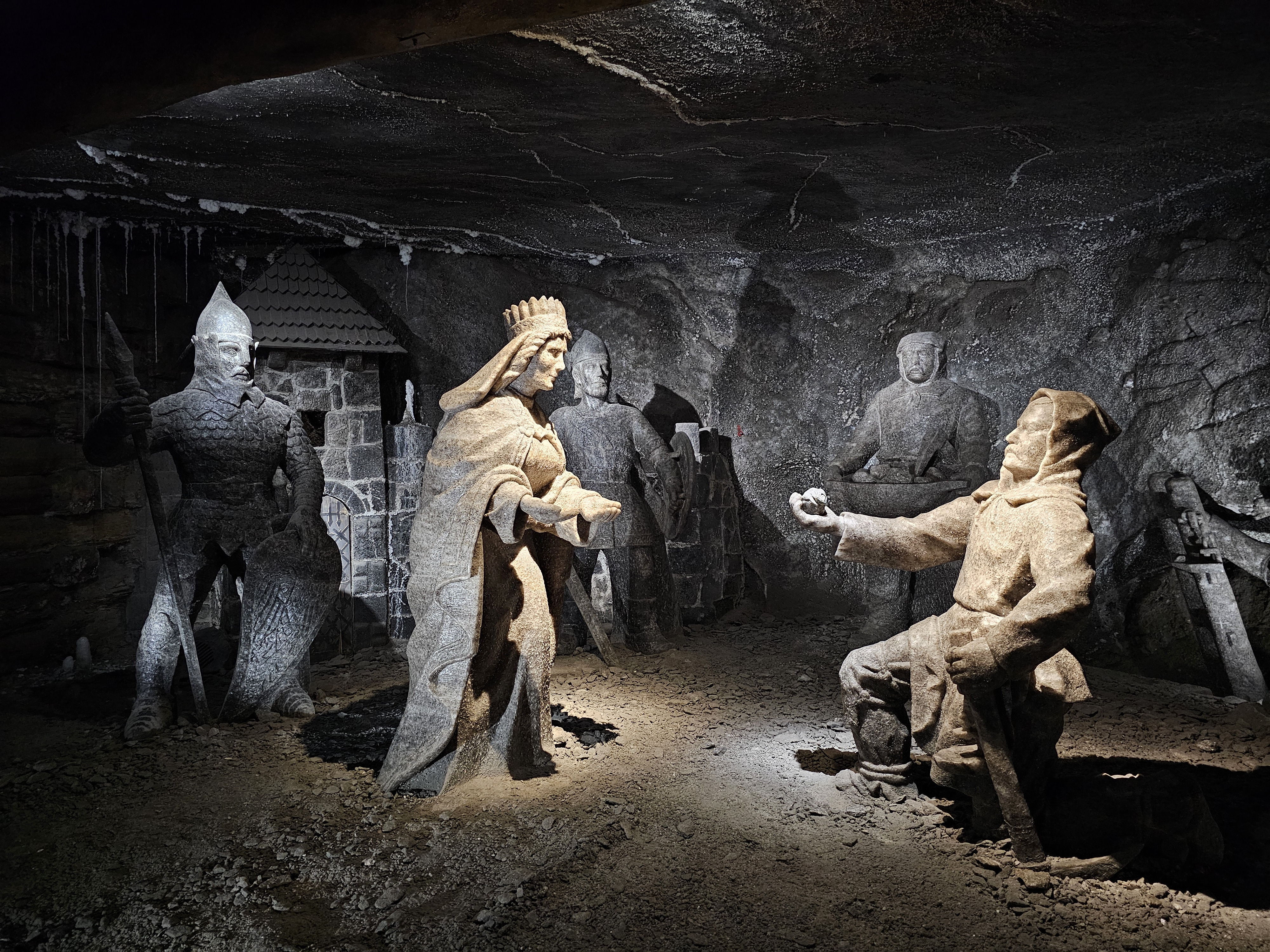
Solna rzeźba ukazująca legendę o pierścieniu świętej Kingi

Według legendy, gdy polski książę krakowsko-sandomierski Bolesław Wstydliwy poprosił o rękę węgierskiej królewny Kingi, ta zwróciła się do swego ojca, aby w wianie nie dawano jej złota i kosztowności, gdyż niosą za sobą pot i łzy ludzkie. Nie chciała też roju służby, bo ta jest znamieniem pychy. Życzyła sobie tylko jednego skarbu – soli, którą chciała dać swej przyszłej ojczyźnie. Król Węgier podarował jej więc najbogatszą kopalnię Siedmiogrodu w Marmarosz (Prajd). Kinga, biorąc ją w posiadanie, wrzuciła do szybu swój zaręczynowy pierścień, zaś w drodze do kraju swego męża zabrała ze sobą doświadczonych górników węgierskich. W Polsce, podobno w okolicy Bochni lub Wieliczki, kazała im szukać soli. Znaleźli ją – jak pisze Ksiądz Piotr Skarga – „w pierwszym bałwanie [bryle] soli, który wykopano, pierścień się on jej znalazł, który ujrzawszy Kunegunda i poznawszy, dziękowała Panu Bogu, który dziwy czyni tym, którzy Go miłują”.

## Beatyfikacja i kanonizacja

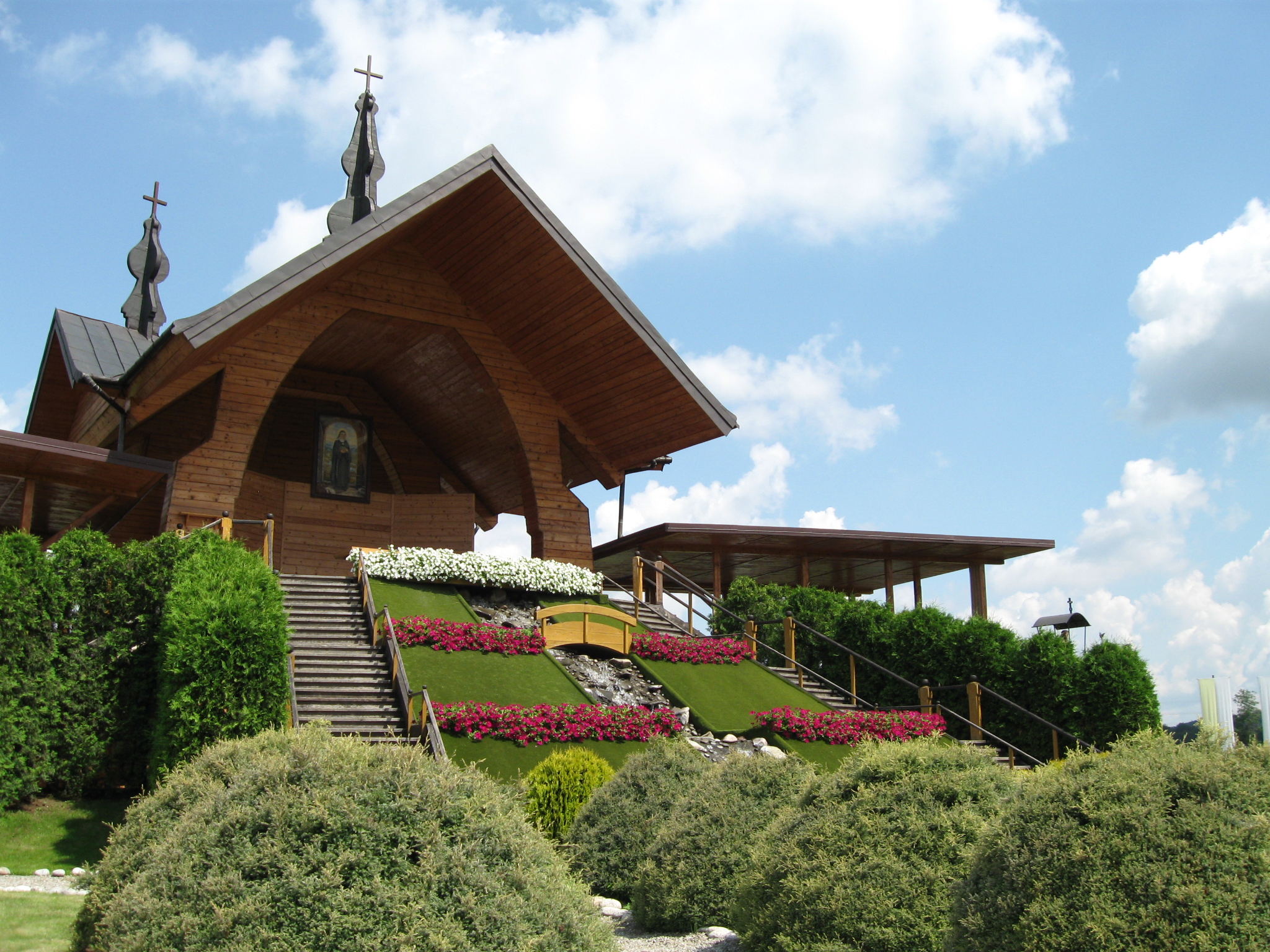
Papieski ołtarz w Starym Sączu, przy którym papież Jan Paweł II kanonizował Kingę

Z inicjatywy sióstr klarysek przekonanych o świątobliwości jej życia podjęto próbę wyniesienia jej na ołtarze. Ważną przesłanką tego kroku były liczne cuda i łaski zdziałane za jej przyczyną. Założono wówczas w 1329 księgę klasztorną (łac. „Miracula Sanctae Kyngae”) w celu ich dokumentowania. Zebrano wówczas 21 krótkich i zwięzłych opisów, spisanych w latach 1307–1312. Do ich inicjatywy przyłączyli się również inni pomysłodawcy. Apel o taką inicjatywę skierował Jan Długosz do biskupa krakowskiego Jakuba z Sienna. Następnie prymas abp. Jan Łaski zabiegając w Rzymie w 1514 o kanonizację Kazimierza królewicza poddał myśl, by równocześnie starać się o kanonizację kolejnych osób: Kingi, Jana Kantego, Jacka Odrowąża i Szymona z Lipnicy. Podobnie kard. Jerzy Radziwiłł po przeprowadzeniu kanonicznej wizytacji klasztoru doszedł do wniosku, że należy zabiegać o wyniesienie jej na ołtarze. Żywotopisarz ks. Marcin Ignacy Frankowic zaznaczył, że kard. Radziwiłł jadąc do Rzymu na jubileuszowy rok 1600 zamierzał starać się u papieża Klemensa VIII o jej kanonizację.
13 marca 1625 ukazał się dekret Świętej Inkwizycji, zatwierdzony przez papieża Urbana VIII, a 5 lipca 1634 ogłoszony został drugi dekret tegoż papieża, w których zaznaczono o podjęciu starań w celu przeprowadzenia procesu jej kanonizacji. Synod odbyty w Piotrkowie w 1628 przedstawił papieżowi Urbanowi VIII prośbę w sprawie podjęcia próby jej kanonizacji. Stosownymi pismami skierowanymi do Stolicy Apostolskiej poparli tę propozycję król Zygmunt III Waza, bp Marcin Szyszkowski oraz siostry klaryski. Następnie bp Szyszkowski nie czekając na odpowiedź z Rzymu powołał specjalną Komisję, która 27 maja 1628 rozpoczęła pracę. Przesłuchano 82 świadków, zapoznano się z treścią najstarszych jej życiorysów, opisano cuda zdziałane za jej wstawiennictwem, po czym akta przesłano do Rzymu.
Kongregacja ds. Obrzędów po zapoznaniu się z dokumentacją procesu, uznała materiał za niewystarczający i poleciła przeprowadzenie nowego procesu. Proces ten został rozpoczęty 8 czerwca 1629 przez powołaną Komisję w następującym składzie:
- ks. Marcin Kłociński,
- ks. Jan Kwaśnicki,
- ks. Bartłomiej Fusoriusz,
- ks. Mikołaj Kownacki.

Przesłuchano wówczas 84 świadków, po czym zamknięto to postępowanie, przesyłając akta do Rzymu. Inicjatywa ta jednak zakończyła się niepowodzeniem.
Następnie kilkakrotne apelacje króla Jana III Sobieskiego skierowane do papieża Innocentego XI spowodowały rozpoczęcie kolejnego postępowania procesowego 1 marca 1684, a postulatorem mianowano o. Baltazara Milatiusa de Navo. Powołano Komisję w następującym składzie:
- bp Mikołaj Oborski – przewodniczący Komisji,
- ks. Maciej Tryliński,
- ks. Maciej Jan Balfor,
- ks. Adam Strykowski,
- ks. Franciszek Karol Adwedykowicz.

Po przesłuchaniu powołanych świadków, prace Komisji zostały zakończone 13 stycznia 1687, a następnie obszerne dokumenty przekazane Stolicy Apostolskiej. Ostatecznie 10 czerwca 1690 Kongregacja ds. Obrzędów zatwierdziła odwieczność kultu, a następnego dnia potwierdził to papież Aleksander VIII, nadając Kindze tytuł błogosławionej. Stosowne uroczystości pobeatyfikacyjne odbyły się 24 lipca 1691, które trwały kilka dni w Starym Sączu oraz Krakowie.
W 1733 ówczesna ksieni klasztoru starosądeckiego Teresa Stadnicka OSC podjęła pierwsze starania o jej kanonizację. Zebrano wówczas materiał w sprawie cudów, jakie miały miejsce po beatyfikacji za jej wstawiennictwem, po czym przesłano ten materiał do Rzymu. Kongregacja ds. Obrzędów po zapoznaniu się z tą dokumentacją poleciła biskupowi krakowskiemu kard. Janowi Aleksandrowi Lipskiemu przeprowadzenie procesu kanonizacyjnego.
Powołano specjalny trybunał w składzie:
- kard. Jan Aleksander Lipski – przewodniczący trybunału,
- ks. Michał z Granowa Wodzicki – oficjał sądu biskupiego w Krakowie i opat cysterski z Wąchocka, późniejszy biskup przemyski,
- ks. Stanisław Czekayski – notariusz procesu
- ks. Michał Awedyk – prokurator procesu, kanonik kolegiaty sądeckiej.

Trybunał działał w okresie od 7 sierpnia 1742 do marca 1744, po czym obszerną dokumentację przekazano w 1749 Stolicy Apostolskiej, która po zapoznaniu się z aktami stwierdziła niedociągnięcia i braki, a proces został przerwany w wyniku licznych trudności.
W 1905 na prośbę biskupa tarnowskiego Leona Wałęgi, papież św. Pius X wydał brewe pozwalające na rozpoczęcie nowego procesu kanonizacyjnego uzupełniającego dotychczas zebrane dokumenty i zeznania świadków. Postulatorem został mianowany franciszkanin o. Marian Sobolewski OFMConv., a następnie o. Wojciech Topoliński OFMConv. Kolejne lata i długotrwałość procesu przyniosły zmianę postulatora na o. Antoniego Ricciardiego OFMConv., a następnie od 16 kwietnia 1990 na o. Ambrogia Sannę OFMConv. Wicepostulatorem został wówczas o. Izydor Borkiewicz OFMConv. W sierpniu 1993 biskup tarnowski Józef Życiński powołał Komisję historyczną, która zakończyła swoją działalność 26 maja 1994 po zebraniu dokumentacji, zawierającej ponad 600 stron maszynopisu formatu A4. 22 lutego 1994 rozpoczął się proces w sprawie cudownego uzdrowienia za jej przyczyną. W dniach 5–24 marca tegoż roku odbyło się przesłuchanie świadków, a 26 maja odbyła się w Tarnowie pod przewodnictwem bp. Życińskiego sesja kończąca ten proces, po czym akta zostały przesłane 24 lipca 1994 Kongregacji Spraw Kanonizacyjnych. 3 marca 1995 Stolica Apostolska wydała dekret o ważności postępowania diecezjalnego. W 1996 złożono tzw. Positio wymagane w dalszym postępowaniu kanonizacyjnym.
17 grudnia 1996 odbyła się sesja konsultorów teologicznych, a 10 października 1997 sesja kardynałów i biskupów Kongregacji Spraw Kanonizacyjnych, po których 3 lipca 1998 promulgowano za zgodą papieża św. Jana Pawła II dekret o heroiczności jej życia i cnót. Do kanonizacji potrzebny był cud za jej wstawiennictwem, który po wnikliwej analizie uznano za nadzwyczajny, potwierdzony stosownym postępowaniem przez Kongregację Spraw Kanonizacyjnych 12 lutego 1999, co otworzyło drogę do jej rychłej kanonizacji.
16 czerwca 1999 kanonizował ją św. Jan Paweł II podczas swojej pielgrzymki do Polski w uroczystej mszy świętej w Starym Sączu przy licznym udziale duchowieństwa i wiernych. Specjalny obraz z wizerunkiem świętej na uroczystość kanonizacji namalował krakowski artysta Piotr Moskal.

## Tablica przodków
| Tablica rodowodowa                                                              | | | | | | | | |
| Prapradziadkowie                                                                | Gejza II Arpad, król Węgier i Chorwacji (1130–1162) Eufrozyna Mścisławówna, królowa Węgier (1130–1186)                   | Renald z Châtillon, książę, regent Antiochii (1125–4.07.1187) Konstancja z Antiochii, księżna Antiochii (1127–1164)      | Bertold III, książę Andechs (1115–14.12.1188) Jadwiga von Wittelsbach (1125–16.07.1174)                                  | Dedo III, margrabia Łużyc (1136–16.08.1190) Matylda z Heinsbergu (1130–20.11.1189)                                       | Constantin Laskarys (?–?) Maria Komnena, księżna bizantyńska (1106–?)                                           | ? | Andronik Angelos, (1122–1211) Eufrozyna Kastamonitissa (1125–1195)                                                 | Andronik Kamater, książę bizantyński (1108–1176) Qirwerne, księżniczka Etiopii (1099–?)                            |
| Pradziadkowie                                                                   | Bela III Arpad, król Węgier i Chorwacji (1148–23.04.1196) Agnieszka z Châtillon, królowa Węgier (1154–1184)              | Bela III Arpad, król Węgier i Chorwacji (1148–23.04.1196) Agnieszka z Châtillon, królowa Węgier (1154–1184)              | Bertold IV, książę Andechs (1159–12.08.1204) Agnieszka von Rochlitz, księżna Meranii (?–25.03.1195)                      | Bertold IV, książę Andechs (1159–12.08.1204) Agnieszka von Rochlitz, księżna Meranii (?–25.03.1195)                      | Manuel Laskarys (1140–11.1221) Joanna Karatzaina (1148–1186)                                                    | Manuel Laskarys (1140–11.1221) Joanna Karatzaina (1148–1186)                                                    | Aleksy III Angelos, cesarz bizantyński (1153–1211) Eufrozyna Dukaina Kamaterina, cesarzowa bizantyńska (1155–1211) | Aleksy III Angelos, cesarz bizantyński (1153–1211) Eufrozyna Dukaina Kamaterina, cesarzowa bizantyńska (1155–1211) |
| Dziadkowie                                                                      | Andrzej II węgierski, król Węgier i Chorwacji (1176–25.09.1235) Gertruda z Meran, królowa Węgier (24.09.1185–28.09.1213) | Andrzej II węgierski, król Węgier i Chorwacji (1176–25.09.1235) Gertruda z Meran, królowa Węgier (24.09.1185–28.09.1213) | Andrzej II węgierski, król Węgier i Chorwacji (1176–25.09.1235) Gertruda z Meran, królowa Węgier (24.09.1185–28.09.1213) | Andrzej II węgierski, król Węgier i Chorwacji (1176–25.09.1235) Gertruda z Meran, królowa Węgier (24.09.1185–28.09.1213) | Teodor I Laskarys, cesarz nicejski (1175–08.1222) Anna Komnena Angelina, cesarzowa bizantyńska (1176–1212)      | Teodor I Laskarys, cesarz nicejski (1175–08.1222) Anna Komnena Angelina, cesarzowa bizantyńska (1176–1212)      | Teodor I Laskarys, cesarz nicejski (1175–08.1222) Anna Komnena Angelina, cesarzowa bizantyńska (1176–1212)         | Teodor I Laskarys, cesarz nicejski (1175–08.1222) Anna Komnena Angelina, cesarzowa bizantyńska (1176–1212)         |
| Rodzice                                                                         | Bela IV Arpad, król Węgier i Chorwacji (29.11.1206–3.05.1270) Maria Laskarina, królowa Węgier (1206–24.06.1270)          | Bela IV Arpad, król Węgier i Chorwacji (29.11.1206–3.05.1270) Maria Laskarina, królowa Węgier (1206–24.06.1270)          | Bela IV Arpad, król Węgier i Chorwacji (29.11.1206–3.05.1270) Maria Laskarina, królowa Węgier (1206–24.06.1270)          | Bela IV Arpad, król Węgier i Chorwacji (29.11.1206–3.05.1270) Maria Laskarina, królowa Węgier (1206–24.06.1270)          | Bela IV Arpad, król Węgier i Chorwacji (29.11.1206–3.05.1270) Maria Laskarina, królowa Węgier (1206–24.06.1270) | Bela IV Arpad, król Węgier i Chorwacji (29.11.1206–3.05.1270) Maria Laskarina, królowa Węgier (1206–24.06.1270) | Bela IV Arpad, król Węgier i Chorwacji (29.11.1206–3.05.1270) Maria Laskarina, królowa Węgier (1206–24.06.1270)    | Bela IV Arpad, król Węgier i Chorwacji (29.11.1206–3.05.1270) Maria Laskarina, królowa Węgier (1206–24.06.1270)    |
| Święta Kinga, księżna krakowska i sandomierska, klaryska (5.03.1234–24.07.1292) | | | | | | | | |

## Upamiętnienie
- Wspomnienie liturgiczne w Kościele katolickim obchodzone jest w dies natalis (24 lipca). W polskim Kościele ma rangę wspomnienia obowiązkowego.
- W 1715 papież Klemens XI ogłosił bł. Kingę patronką Królestwa Polskiego i Litwy, zatwierdzając dekret Kongregacji ds. Obrzędów z 31 sierpnia 1715[25], a w 1901 biskup Leon Wałęga obrał bł. Kingę patronką diecezji tarnowskiej. Kinga jest również opiekunką górników solnych[26].
- 16 stycznia 2007, podczas opłatkowego spotkania miast i gmin papieskich, ks. bp Piotr Libera ogłosił, że Święta Kinga została – stosowną decyzją Stolicy Apostolskiej – ustanowiona patronką polskich samorządowców[27]. Natomiast 19 lutego 2014 Rada Miasta Starego Sącza przez aklamację przyjęła rezolucję ustanawiającą św. Kingę patronką miasta[28]. Ponadto od 2023 jest ona patronką Krościenka nad Dunajcem[29]
- 7 kwietnia 1999 biskup tarnowski powołał Stowarzyszenie Czcicieli św. Kingi[30]. W tym samym roku powstał film dokumentalny w reżyserii Piotra Zarębskiego pt. Święta Matka Kinga[31]. Świętej poświęcono również specjalne kaplice w kopalniach soli w Bochni[32] i Wieliczce[33]. Muzeum Żup Krakowskich w Wieliczce posiada wizerunki Świętej Kingi, m.in. ten namalowany przez Jana Matejkę, który można oglądać na wystawie stałej Żupy Krakowskie - przedsiębiorstwo królewskie[34]. Powstało również wiele legend związanych z jej działalnością[35].
- Szkoły podstawowe w: Bilczycach[36], Janczowej[37], Kamionce Wielkiej (nr 2)[38], Knurowie[39], Łukowej[40], Maciejowej[41], Olszance[42], Podstolicach[43], Popowicach[44], Sanoku (nr 2)[45] oraz Zespół Szkolno Przedszkolny w Ujanowicach[46] noszą jej imię. Zespół Szkół Zawodowych w Podegrodziu również nosi jej imię[47].
- W Wieliczce m.in. park nazwano jej imieniem[48]. Wielu ulicom w kilkudziesięciu miejscowościach w Polsce nadano również jej imię.
- Z inicjatywy byłego proboszcza Polskiej Parafii Personalnej w Budapeszcie przy ul. Óhegy utca 11 (węg. Lengyel nemzetiségi templom), ks. Leszka Kryży oraz prof. Sylwestra Rostettera został w 2005 założony w tej parafii chór pod nazwą Chór św. Kingi[49][50]. Chór ten działa przy Kościele Polskim i Stowarzyszeniu Katolików Polskich na Węgrzech pw. św. Wojciecha, który liczy około 30 osób[49]. Ponadto w kościele przy tej parafii znajduje się relikwiarz św. Kingi[51].

### Pamiątki po świętej
Do najcenniejszych pamiątek pozostawionych przez świętą zalicza się:
- hipotetyczny rękopiśmienny, pergaminowy Psałterz bł. Kingi z XIII w., pisany in vulgari (czyli w języku ludu),
- pierścień zaręczynowy Kingi w ametystowym oczku z postaciami narzeczonych,
- krzyż sporządzony z małżeńskich, książęcych diademów ze złota, pereł i kamieni szlachetnych[53],
- medalion z krucyfiksem i portretem kobiety,
- pieczęć klasztorną z kryształu górskiego,
- jaspisową łyżeczkę ze srebrną rękojeścią.

### Ikonografia
W ikonografii św. Kinga przedstawiana jest w stroju klaryski lub księżnej, w ręku trzyma makietę klasztoru ze Starego Sącza, czasami bryłę soli w której bywa pierścień.